# Михнов-Войтенко, Евгений Григорьевич
Евгений Григорьевич Михнов-Войтенко (5 июля 1932, Херсон — 2 октября 1988, Ленинград) — российский художник, принадлежал к «неофициальному» искусству.

## Биография
Родители: отец — Григорий Сергеевич Войтенко, украинец, уроженец Донецкой области, рабочий на металлургическом комбинате в Донбассе; мать — Валентина Александровна Бидуля (урождённая Михнова), уроженка Херсона.
С 1934 года жил в Воронеже у деда по материнской линии, с 1937 года — в Ленинграде, с матерью и отчимом, Евгением Петровичем Бидулей, работавшим на Октябрьской железной дороге. 1941—1944 годы провёл в эвакуации в Семипалатинске, вернулся в Днепропетровск, а затем в Ленинград. В 1950 году переехал в Минск, среднюю школу окончил там же в 1951 году.
В 1951 году поступил в Ленинградский государственный институт иностранных языков на скандинавское отделение. Параллельно занимался в драматической студии в ДК им. Первой Пятилетки. Ушёл из института в 1954 году.
В том же году поступил на постановочный факультет Театрального института, учился на курсе Н. П. Акимова вместе с Олегом Целковым, Мариной Азизян, Эдуардом Кочергиным. Окончил вуз в 1958 году.
Преддипломную практику проходил в Большом драматическом театре, возглавлявшимся Г. А. Товстоноговым, а элементы его дипломного проекта (оформление спектакля «Обыкновенное чудо») позднее были использованы Н. П. Акимовым при постановке этой пьесы в Театре Комедии. Однако от предложений обоих режиссёров о сотрудничестве Михнов-Войтенко отказался, и в дальнейшем его единственными работами, имевшими отношение к театру, стало оформление книг Г. М. Козинцева «Наш современник Вильям Шекспир» и Г. А. Товстоногова «Современность в советском театре» .
С 1964 года часто посещает любимое питерским андеграундом кафе «Сайгон» (живя в непосредственной близости от него, на улице Рубинштейна). Сближается с Александром Кондратовым, с Юрием Галецким, с поэтами Олегом Григорьевым, Глебом Горбовским, Александром Альтшулером, Леонидом Аронзоном. Последний в течение ряда лет был самым близким другом художника и посвятил ему несколько стихотворений.
В ноябре 1976 года участвует в выставке в Доме Культуры им. Серго Орджоникидзе.
С 14 по 25 января 1978 года — первая персональная выставка в малом кинозале ДК им. Дзержинского, на Полтавской,12.
С 28 января по 7 февраля 1982 года — персональная выставка в Москве, в клубе ЖСК работников Академии наук СССР.
В мае 1988 года — участие в коллективной выставке в Доме журналистов (Ленинград).
В июне 1988 года — участие в коллективной выставке в Москве, в Черёмушках.
В 1989 году — персональная выставка в Хельсинки (галерея «Хагельстам»).
Весной 1988 года у художника было выявлено онкологическое заболевание. Скончался от рака гортани 2 октября 1988 года в Ленинграде. Похоронен на Южном кладбище.

## Работа в КЖОИ
После окончания Театрального института Михнов-Войтенко поступает на работу в Ленинградский комбинат живописно-оформительского искусства (КЖОИ) в качестве художника-оформителя. Здесь он выполняет ряд работ, в том числе:
- комплексное оформление ДК Металлургов в Череповце: панно «Белые ночи» (резьба по обожжённому дереву, 3,5 х 8 м), дверные кованые решётки и металлические светильники (1967);
- декоративное панно «Музыка» для Дома композиторов;
- витраж-рельеф и панно из дерева для столовой на углу 8-й линии и Среднего проспекта Васильевского острова;
- оформление пивного бара «Дубок» на Измайловском проспекте, д. 20;
- декоративные панно из литого стекла и люстра из цельного дерева для ресторана «Москва» на углу Владимирского и Невского проспектов (1962—1964).

С начала 1970-х годов комбинат прекращает предлагать Михнову-Войтенко новые заказы, несмотря на неоднократные обращения художника с просьбой предоставить ему работу. В 1982 году он получает уведомление об увольнении с мотивировкой «за прогулы». После обращения художника за помощью в прокуратуру и совет профсоюзов, руководство комбината отменяет решение об увольнении как незаконное и восстанавливает его на работе, а специальная комиссия, в состав которой вошёл ряд видных представителей официального искусства, в том числе Ю. А. Мунтян, И. Г. Уралов, И. Д. Билибин, после посещения домашней мастерской Михнова-Войтенко и знакомства с его творчеством рекомендует «привлекать художника Михнова-Войтенко Е. Г. к выполнению декоративного решения интерьеров при реализации принятых художественными советами проектов художественно-декоративного оформления общественных зданий, учитывая индивидуальные особенности творчества данного автора». Однако прошло ещё пять лет, прежде чем Михнову был предоставлен первый официальный заказ после почти двадцатилетнего перерыва. В марте 1988 года ему предложили оформить интерьеры двух сельских домов культуры: в Геленджикском районе Краснодарского края и в Саратовской области.

## Творчество
Первые сохранившиеся работы Е. Михнова-Войтенко датированы 1954—1955 годами. Именно к раннему периоду относятся все известные фигуративные картины художника: портреты, натюрморты, пейзажи. С середины 1960-х годов он полностью сосредотачивается на нефигуративном искусстве.
В 1956—1959 годах Михнов-Войтенко создаёт серию картин в технике, аналогов которой ранее не было. Сам он называл её «тюбик», делая акцент на чистой краске как источнике творчества. Художник покрывает белые грунтованные холсты геометрическими фигурами, сочетая их с различными знаками, такими как зигзаги, точки, стрелки, запятые, стилизованные под архаику фигурки людей и животных, изображения простейших организмов, как бы увеличенных микроскопом, абстрактные схемы лабиринтов и ракет в сочетании со словами и числами. За кажущимся хаосом — концептуальный мир со множеством смыслов. В дальнейшем именно эта особенность: смыслы под оболочкой хаоса — станет одной из отличительных черт всего творчества Михнова-Войтенко. Вопреки бытующему мнению о «спонтанном» методе его работы, который был реализован в более поздних картинах, созданию цикла «тюбик» предшествовала серьёзная подготовка. Сохранились несколько сотен карандашных эскизов, датированных 1956—1957 годами, показывающих многообразие вариантов композиций, испробованных художником в этот период.
Всего за указанный период художник создал девять больших картин из серии «Тюбик», ставших основой цикла. Три из них хранятся в Государственном Русском музее, один — в собрании Нового музея (Санкт-Петербург), ещё три — в зарубежных коллекциях и два — в частных собраниях в России.
По утверждению одного из ведущих экспертов по отечественному нонконформистскому искусству Е. Ю. Андреевой, за рубежом граффитистские картины, подобные «тюбикам» Михнова-Войтенко, появятся позднее, в искусстве новой волны 1980-х годов.
В 1956—1959 годах параллельно с циклом «тюбик» создается ещё один цикл композиций (не имеющий названия), полностью отвечающих отличительным чертам граффитистского жанра — лаконизм линий, резкая контрастность палитры. Как и «тюбики», эти работы выполнены в двух техниках: «холст, масло» и «бумага, карандаш»; содержательно же они несравненно богаче, представляя собой симбиоз фигуративных и нефигуративных образов.
В 1960—1980-х годах Евгений Михнов-Войтенко работает в разных стилях, разной технике и не замыкается ни на одном из открытых им приёмов. Достигая виртуозности в избранном направлении, он оставляет используемый ранее язык ради изобретения нового.
Наряду с живописью, он создает ряд декоративно-прикладных произведений — броши, бусы, браслеты, цепи, светильники, используя разработанные им в рамках выполнения официальных заказов технологии термической обработки пенопласта и сочетания пенопласта с другими материалами.
В 1959—1963 годах он создаёт цикл композиций, написанных нитроэмалью. Начиная с 1960 года появляются несколько циклов лаконичных работ, выполненных тушью: «Касания», «Стояния», «Хоралы», «Двое» и другие. Наиболее поздние циклы этого периода («Люди-свечи» и ряд женских и мужских портретов) иногда объединяют собирательным названием «Лики» (1968). Последний из названных стал и последним циклом фигуративных работ Михнова-Войтенко.
Среди перечисленных циклов особняком стоят три: «Кресты», «Моления» и «Троицы» (1966—1968). Размышления о Боге, о взаимоотношении религии и творчества, о месте веры в жизни постоянно посещали художника. В его записях, в частности, есть такие: «Я христианин… но я это делаю дома… Я пытаюсь постигать, минуя религиозные представления, создавая свои представления — живописные, и я — молюсь! Я молюсь краске, карандашу, бумаге и т. д., любому материалу, в котором моё чувство находит в себе поддержку. Искусство для меня и есть религия в этом смысле… Чем я занимаюсь? Создаю современную икону».
Постоянные творческие эксперименты художника, использование им самых различных материалов и техник породили его собственный уникальный стиль, вершиной которого стали работы 1970—1980-х годов. К этому времени Михнов-Войтенко полностью отказывается от техники работы маслом на холсте, а также от графики, сосредотачиваясь на темпере. Основной темой его работ в это время стал квадрат; как считал сам художник, он пытался с помощью этих картин найти выход из того тупика, в который затягивал современное искусство «Черный квадрат» Казимира Малевича. Работы Михнова-Войтенко этого периода исключительно разнообразны по сочетанию красок, отличаясь богатым колористическим поиском и насыщенностью композиции. В них присутствуют как мрачные цвета — чёрный, коричневый — так и различные оттенки голубого, зелёного, серого, красного, бежевого.
В последние годы Михнов-Войтенко пришёл к своеобразной авторской версии «новой фигуративности», хотя и заявлял неоднократно, что не принадлежит ни к одному из направлений или течений в живописи. В заметках Михнова на этот счет есть вполне определённая запись: «Все — „измы“, а я сам по себе». Тем не менее, искусствоведы по-прежнему склонны относить отдельные направления творчества Михнова-Войтенко к абстрактному экспрессионизму, ташизму или искусству действия, а ранние поиски Михнова отчасти сближают его с сюрреализмом и с русским космизмом.
В настоящее время работы Михнова-Войтенко находятся в ряде российских и зарубежных музеев и частных коллекций.

## Семья
Жена (с 1952 по 1959 год) — Софья Григорьевна Филькинштейн (26 июля 1934, Ленинград — 14 февраля 1973, Москва). С 1954 по 1958 год училась вместе с мужем в Театральном институте им. А. Н. Островского на постановочном факультете (курс Н. П. Акимова). После окончания института поступила в аспирантуру и стала работать ассистентом в мастерской Акимова. В 1959 году, расставшись с мужем, уехала в Москву. После развода оставила фамилию Михнова-Войтенко. Второй муж (с 1960 по 1967 год) — сценарист Александр Аркадьевич Шерель. Сын от Александра Галича — Григорий Михнов-Вайтенко (род. 1967), закончил ВГИК, работал продюсером, ныне священник Апостольской Православной Церкви, член Правозащитного совета Санкт-Петербурга и Общественного комитета «Свобода совести», главный редактор ежемесячной газеты «Право на защиту».
Работала по договорам в региональных театрах (Казань, Йошкар-Ола, Петрозаводск, Нижний Тагил). Спектакли: «Золушка» (балет на музыку С. Прокофьева), «Поэма о топоре» (по пьесе Н. Погодина), «Кровавая свадьба» (по поэме Гарсиа Лорки) и др. Занималась книжной графикой. В 1965 году поступила на работу художником по костюмам на киностудию им. Горького. В 1966 году работала над костюмами к фильмам «Бегущая по волнам» (реж. П. Любимов) (1967), «Старый дом» (1969), «Хуторок в степи» (1970) (реж. Б. Бунеев), «Ни слова о футболе» (реж. К. Бромберг). Работала с режиссёром Александром Роу на фильмах «Огонь, вода и… медные трубы» (1967), «Варвара-краса, длинная коса» (1969), «Золотые рога» (1972).
С 1962 по 1972 год принимает участие в 15 коллективных выставках (живопись, графика).
Член ВТО с 1962 года. Член Союза художников с 1970 года. Член Союза кинематографистов с 1972 года.
Скончалась 14 февраля 1973 года от острого лейкоза, похоронена в Москве.

### Персональные выставки
- Соня Войтенко. Живопись, графика, эскизы костюмов. Февраль 2017. Театр «Школа драматического искусства». Москва, ул. Сретенка, д. 19.
- Соня Войтенко. Костюмы к фильмам. Январь 2018. Союз театральных деятелей России, Санкт-Петербург, Невский пр. 86
- Соня Войтенко. Выставка к 85-летию художницы. Костюмы к фильму «Варвара-краса, длинная коса» (50 лет фильму). Июль 2019. Дом Галича. Санкт Петербург, Невский пр, 141.

## Адреса в Петербурге
- С 1937 по 1954 год — улица Марата, д. 40, кв.10;
- С 1954 по 1955 год — Солдатский переулок, д. 3, кв. 5;
- С 1955 по 1957 год — Большой проспект ПС, д. 83, кв. 5;
- С 1957 по 1975 год — улица Рубинштейна, д. 18, кв. 23;
- С 13 мая 1975 года по 2 октября 1988 года — набережная Карповки, д. 30, кв. 22.

## Выставки
- 1978 — ДК им. Ф.Дзержинского, Ленинград
- 1982 — клуб ЖСК работников Академии наук СССР, Москва
- 1989 — Галерея «Хагельстам», Хельсинки, Финляндия
- 1989 — Галерея областного центра культуры, Ленинград
- 1998 — Санкт-Петербургский государственный музей театрального и музыкального искусства
- 2000 — Государственный Русский музей, Санкт-Петербург
- 2001 — Музей нонконформистского искусства, Санкт-Петербург
- 2002 — Музей Набокова, Санкт-Петербург
- 2003 — Галерея «Сэм Брук», Музей Владимира Высоцкого, Москва
- 2005 — Монако. Выставочный зал Княжества Монако на набережной Антуана I. «Поиск истины. Судьба и искусство Евгения Михнова и Игоря Иванова в России»
- 2006 —- Галерея Navicula Artis, Арт-центр «Пушкинская, 10», Санкт-Петербург
- 2007 — Галерея «Арт-Диваж», Москва
- 2010 — Новый Музей, Санкт-Петербург
- 2013 — Галерея коллекционного искусства DiDi Gallery, Санкт-Петербург."Ау, Михнов!"
- 2016 — Выставочный зал АРТЛОТ 24. Картины 1973—1978 годов из частных собраний петербургских коллекционеров, Санкт-Петербург.
- 2022 — Галерея коллекционного искусства DiDi Gallery, Санкт-Петербург. «Михнов-Войтенко: со-бытие»

## Альбомы, каталоги выставок
- Евгений Михнов. СПб, 2002 (серия «Авангард на Неве»)
- Евгений Михнов. Живопись, графика. Каталог выставки в Монако. СПб, 2005
- Евгений Михнов-Войтенко. Каталог к выставке Евгения Михнова-Войтенко «Живопись, графика 1950—1980» (М., 2007, «Арт-Диваж»). 129 с.; цв. иллюстрации; мягк. переплёт; язык — русский, английский. ISBN 5-86408-264-3
- Евгений Михнов-Войтенко. Новый музей, 2010.
- Работы Михнова-Войтенко использованы в оформлении сборников стихов Светланы Арро «Вечер на Рейне» (СПб, «Геликон Плюс», 2002) и «Параллели» (СПб, «Ладога», 2014).
- Каталог к выставке «Михнов-Войтенко: со-бытие», галерея коллекционного искусства DiDi Gallery, СПб

## Фильмы
- «Магнификат» — документальный фильм, 18 мин., 2005 год («Russian Art», СПб, режиссёр Владимир Каминский, композитор Алексей Заливалов)